# Hjältehunden från New York
Hjältehunden från New York är en amerikansk film från 2004.

## Handling
Filmen utspelar sig i New York. Två barn från ett barnhem har adopterats, det finns dock en hemlighet; tjejerna har hittat en hundvalp (en grand danois) som de försöker hålla gömd i sin nya lägenhet. Problemet är att hunden bara växer och växer, och ställer till med fler och fler svårigheter. Hur ska det sluta...